# Peter Van Houdt
Peter Van Houdt (Hasselt, 4 november 1976) is een Belgisch voetbaltrainer en voormalig voetballer. Van Houdt, die als aanvaller speelde, kwam uit voor onder meer Roda JC, Borussia Mönchengladbach, MSV Duisburg, Sint-Truiden VV, FC Luik en KSK Hasselt. Hij speelde zes wedstrijden in de Belgische nationale ploeg.

## Spelerscarrière

### Clubcarrière
Van Houdt werd opgeleid door Herk Sport Hasselt en Sint-Truiden VV. Bij de Kanaries stroomde hij in 1994 door naar de A-kern. Zijn eerste wedstrijd in Eerste klasse speelde hij op 10 september 1994: tegen RWDM viel hij in de 85e minuut in voor Bart Vanmarsenille. Zijn eerste officiële doelpunt voor STVV scoorde hij op 29 oktober 1994 tegen Lierse SK. Van Houdt werd een vaste waarde bij STVV en versierde in de zomer van 1996 een transfer naar Roda JC. Bij Roda JC won Van Houdt meteen een prijs: de KNVB beker. Ook in het seizoen 1999/00 won Van Houdt met de club de Nederlandse voetbalbeker, waardoor hij de enige Belg is die beide bekerfinales van Roda JC speelde. Zijn beste seizoen was echter dat van 1998/99, toen hij 17 keer scoorde in de Eredivisie.
Na vier seizoenen bij Roda JC verliet Van Houdt de club voor Borussia Mönchengladbach, dat toen in de 2.Bundesliga uitkwam. Met 12 competitiegoals zorgt hij er mede voor dat Mönchengladbach in 2001 naar de Bundesliga kan promoveren. In zijn eerste seizoen in de Bundesliga scoorde Van Houdt zes keer, maar mettertijd slinkte zijn speeltijd, waardoor de aanvaller in januari 2004 de overstap maakte naar de Duitse tweedeklasser MSV Duisburg. In het seizoen 2004/05 scoorde Van Houdt zes keer, waardoor hij opnieuw een aardig steentje bijdroeg tot de promotie van zijn club naar de Bundesliga. Zijn terugkeer naar de hoogste Duitse klasse werd echter geen onverdeeld succes: Van Houdt kon in 29 competitiewedstrijden slechts één keer scoren, en op het einde van het seizoen eindigde Duisburg laatste.
In 2006 keerde Van Houdt terug naar STVV. In het eerste seizoen van zijn tweede passage op Staaien scoorde hij meteen 10 competitiegoals, maar op het einde van het seizoen liep Van Houdt een blessure op die hem tot oktober 2007 aan de kant zou houden. In januari 2008 liep Van Houdt een nieuwe blessure op, ditmaal was hij twee maanden onbeschikbaar was. Zijn comeback in maart 2008 was van korte duur. Van Houdt komt niet meer in actie] Het bleek het begin van het einde: in het daaropvolgende seizoen kwam Van Houdt slechts zevenmaal in actie, telkens als invaller, en eind oktober 2008 werd de aanvaller door STVV zelfs naar de B-kern verwezen.
Op 30 januari 2009 verliet Van Houdt de Truienaars voor Club Luik, waar hij een contract voor zes maanden tekende met optie op een extra jaar. Een week later maakte hij zijn debuut voor de Luikenaars tegen STVV, waar hij in de 58e minuut inviel voor Kris Buvens om vervolgens vijf minuten later bij een 0-1-stand de gelijkmaker te scoren. Ondanks zijn droomdebuut slaagde Van Houdt er echter niet in om een basisspeler te worden bij Club Luik, waardoor zijn contract op het einde van het seizoen niet verlengd werd. Van Houdt testte in de zomer van 2009 nog bij Antwerp FC,, maar de aanvaller sloot zijn carrière uiteindelijk af bij derdeklasser KS Kermt-Hasselt.

### Interlandcarrière
Van Houdt maakte zijn debuut voor België op 27 maart 1999 in een vriendschappelijke interland tegen Bulgarije, waar hij in de 81e minuut inviel voor Luis Oliveira. Van Houdt werd in datzelfde jaar door bondscoach Robert Waseige geselecteerd voor de Kirin Cup, waar hij zeven minuten speelde tegen Peru. Zijn volgende interland volgde pas 2,5 jaar later: in de heenwedstrijd van de WK-barragewedstrijd tegen Tsjechië viel hij in de 79e minuut in voor Wesley Sonck. Van Houdt was een van de kanshebbers om geselecteerd te worden voor het WK 2002, maar de aanvaller viel alsnog af. Hierna speelde Van Houdt nog drie interlands onder bondscoach Aimé Antheunis: een vriendschappelijke interland tegen Polen en twee EK-kwalificatiewedstrijden tegen Andorra en Estland.

## Trainerscarrière
Van Houdt begon zijn trainerscarrière als jeugdtrainer bij Jecora Herk. In 2011 werd hij bij zijn ex-club Herk Sport Hasselt assistent van Dirk Verjans. Na één seizoen volgde hij Verjans op als hoofdtrainer van de toenmalige tweedeprovincialer. In oktober 2014 stapte Van Houdt, die inmiddels zijn Uefa A-trainersdiploma had behaald, over naar vierdeklasser KVK Wellen. Die samenwerking werd op 13 januari 2016 in onderling overleg stopgezet. Elf maanden later werd Van Houdt trainer van RC Hades, waarmee hij tweeënhalf seizoen in Tweede klasse amateurs vertoefde. Op 13 september 2019 werd hij de nieuwe trainer van AS Verbroedering Geel, waar hij de naar KV Mechelen vertrokken Bart Janssens verving.

## Erelijst
Roda JC
- KNVB beker

1997, 2000